# Rikssjukhus
Rikssjukhus är en tidigare svensk beteckning på ett sjukhus som betjänar ett helt land. Det står i motsats till exempelvis region- och länssjukhus. 
Sveriges första rikssjukhus var Serafimerlasarettet i Stockholm, som grundades 1752. Från 1754 fick även resten av riket sända patienter till sjukhusets åtta bäddar.
Karolinska sjukhuset i Solna kommun utanför Stockholm var rikssjukhus fram till 1982, då svenska staten överlät det till Stockholms läns landsting.
Danska och norska motsvarigheter är Rigshospitalet (drivet av danska staten till 1995) respektive Rikshospitalet.